# Le Cahier jaune
Ne pas confondre avec les Cahiers du cinéma, surnommés les « cahiers jaunes » dans les années 1960 et 1970.
Le Cahier jaune était un périodique français antisémite dirigé par André Chaumet.
Mensuel puis bimensuel, il fut édité par l'Institut d'étude des questions juives à Paris, du 1er novembre 1941 au du 13 février 1943.
À partir du printemps 1943, le magazine change de nom et s'intitule Revivre.
Y contribuent des antisémites virulents comme Paul Sézille, René Gérard, Henry Coston et George Montandon.
Une partie de cette équipe produisit le 15 avril 1944, la brochure extrêmement virulente intitulée Je vous hais et comprenant plus de 500 documents antisémites (dont des appels aux meurtres). Les signataires étaient entre autres : Maurice-Yvan Sicard, Jehan Teisseire, Émile Bougère, Henry Coston, George Montandon, Armand Bernardini,...